# Шацький Олександр Леонідович
Олександр Леонідович Шацький (нар. 10 вересня 1954, місто Сніжне, Донецька область) — український прокурор. Прокурор Запорізької області.

## Біографія
Народився в робітничій родині. Після закінчення школи працював гірничим робітником на шахті № 21 комбінату «Сніжнянантрацит». В період 1973–1975 рр. проходив строкову службу в Радянській армії, демобілізувавшись з якої працював гірничим і секретарем комсомольської організації на шахті «Міуська» тресту «Торезантрацит».
З 1977 р. навчався в Харківському юридичному інституті, після закінчення якого у 1981 р. був направлений на роботу в органи прокуратури Запорізької області.
Протягом 1981–1985 рр. працював слідчим прокуратури Василівського району, з 1985 р. до 1995 р. — прокурором-криміналістом прокуратури області, з 1995 р. по 26 лютого 2002 р. — начальником відділу нагляду за додержанням законів спеціальними підрозділами по боротьбі з організованою злочинністю.
У жовтні 2003 р. призначений заступником прокурора Автономної Республіки Крим. З лютого 2004 р. переведений на роботу в органи прокуратури Запорізької області, де займав посади заступника прокурора міста Запоріжжя і прокурора Запорізької області.
Наказом Генерального прокурора України Піскуна С.М. від 28 лютого 2005 р. Шацький О.Л. призначений прокурором Запорізької області. 12 липня 2005 р. звільнений з цієї посади і призначений першим заступником прокурора Автономної Республіки Крим.
13 березня 2014 року призначений прокурором Запорізької області. 
Державний радник юстиції 3 класу, Почесний працівник прокуратури України, Заслужений юрист Автономної Республіки Крим. 
Проживає у м. Запоріжжі.